# Compsoctena microctenis
Compsoctena microctenis är en fjärilsart som beskrevs av Edward Meyrick 1914. Compsoctena microctenis ingår i släktet Compsoctena och familjen Eriocottidae. Inga underarter finns listade i Catalogue of Life.